# سرتششمة كوغانك
سرتششمة كوغانك (بالإنجليزية: Sar Cheshmeh-ye Kuganak)‏ هي قرية تقع في قسم تشنارود الجنوبي الريفي (مقاطعة تشادغان) في إيران. يقدر عدد سكانها بـ 80 نسمة بحسب إحصاء 2016.